# Walter Dahn
Pour les articles homonymes, voir Dahn.
Walter Dahn, né le 8 octobre 1954 à Tönisvorst (Allemagne de l'Ouest) et mort le 11 novembre 2024 à Cologne (Allemagne), est un artiste peintre, photographe et artiste sonore allemand. 
Il est l'un des représentants les plus importants du Junge Wilde (Nouveaux Fauves) des années 1980. 

## Biographie
Walter Dahn naît le 8 octobre 1954 à Tönisvorst en Rhénanie-du-Nord-Westphalie (Allemagne de l'Ouest).
De 1971 à 1979, Walter Dahn étudie à l'Académie des Beaux-Arts de Düsseldorf, où il est étudiant en master chez Joseph Beuys.
L'accent est particulièrement mis, dans son travail, sur le dessin, la photographie et la création de vidéos et de films Super 8. De 1979 à 1982, il est membre du groupe d'artistes Mülheimer Freiheit.
Walter Dahn enseigne la peinture à la Haute École d'arts plastiques.
Walter Dahn vivait et travaillait à Cologne.
Il meurt le 11 novembre 2024 à l'âge de 70 ans, à Cologne (Rhénanie-du-Nord-Westphalie),.

## Livres et catalogues d'exposition (sélection)
- Aspekte heutiger deutscher Kunst, Verein der Freunde der Neuen Galerie, Aix-la-Chapelle, 1983, DNB 840408382.
- Avec Marcus Steinweg, The abandoned house, Salon-Verlag, Cologne, 1997,  (ISBN 3-932189-08-6).
- Spiritual America, König, Cologne, 1999,  (ISBN 3-88375-346-7).
- Goin’ back, Nassauischer Kunstverein, Wiesbaden, 2001,  (ISBN 978-3-940099-19-8).
- Walter Dahn, Andreas Gehlen, Galerie Klein, Bad Münstereifel-Mutscheid, 2002, DNB 965552381.
- Walther Dahn, about today – Photographie, Malerei, Skulptur. 1994–2009, König, Cologne, 2009,  (ISBN 978-3-86560-621-1).
- Walter Dahn, flowers & coffee, König, Cologne, 2011, DNB 1013654250.